# Chase Tower

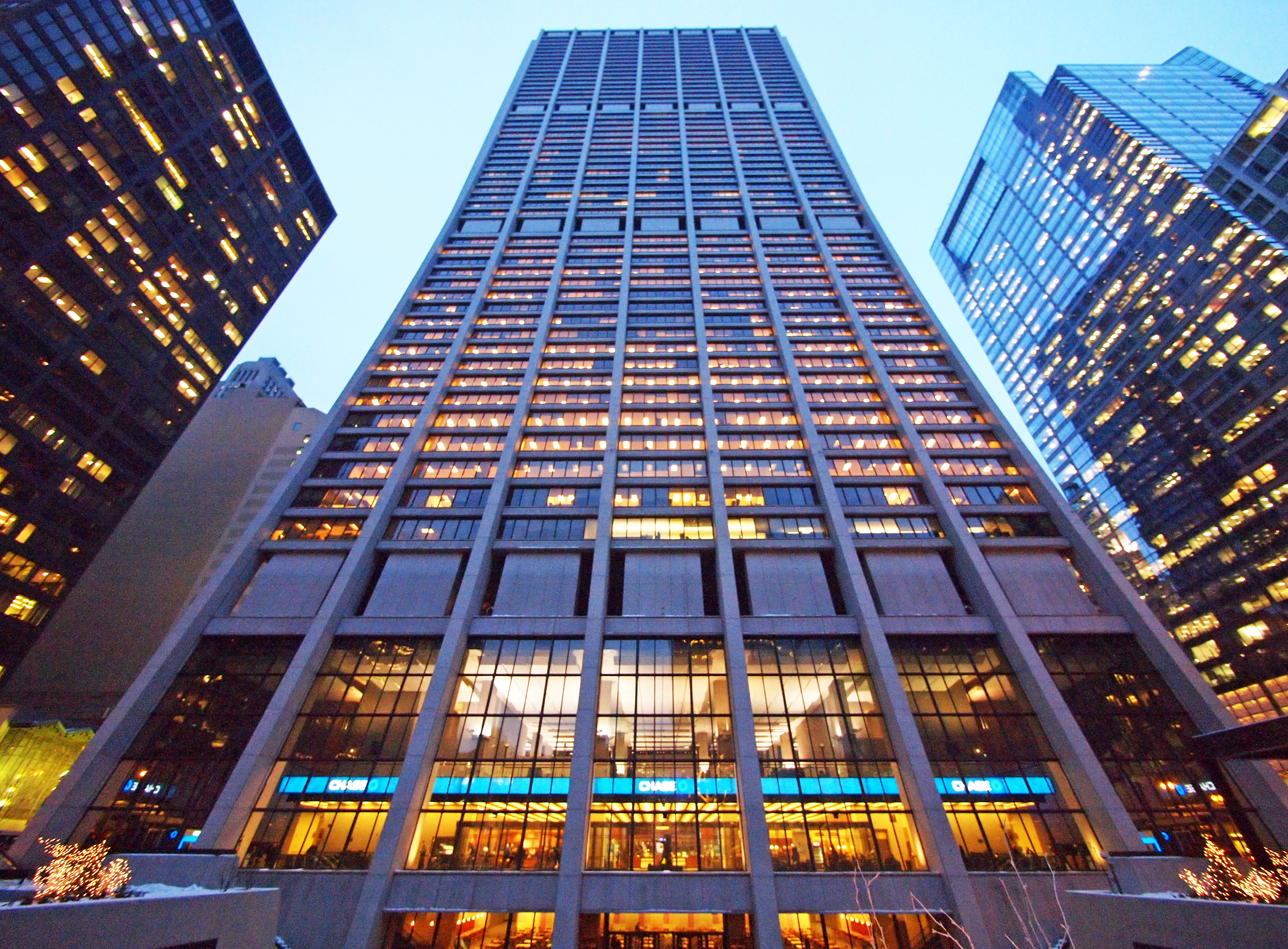
Um dos arranha-céus mais altos do mundo

O Bank One Plaza é um dos arranha-céus mais altos do mundo, com 259 metros (850 ft). Edificado na cidade de Chicago, Illinois, foi concluído em 1969 com 60 andares.